# Anna Kiesenhofer
Anna Kiesenhofer (ur. 14 lutego 1991) – austriacka kolarka szosowa, mistrzyni olimpijska w wyścigu ze startu wspólnego (2021).
Studiowała matematykę na Uniwersytecie Technicznym w Wiedniu, University of Cambridge i Politechnice Katalońskiej (doktorat). Pracuje naukowo (m.in. nad równaniami różniczkowymi cząstkowymi) na Politechnice Federalnej w Lozannie.
Profesjonalną karierę kolarską zaczęła dopiero w wieku 24 lat. W 2017, po nieudanym sezonie w grupie Lotto–Soudal Ladies zakończyła karierę, by wznowić ją (bez przynależności do zawodowej drużyny) w 2019.
W październiku 2021 w plebiscycie Sportler des Jahres została wybrana najlepszą sportsmenką roku 2021 w Austrii.

## Osiągnięcia
Opracowano na podstawie:

2016
- 2. miejsce w mistrzostwach Austrii (jazda indywidualna na czas)
- 2. miejsce w Tour Cycliste Féminin International de l'Ardèche
  - 1. miejsce na 3. etapie

2019
- 1. miejsce w mistrzostwach Austrii (jazda indywidualna na czas)
- 1. miejsce w mistrzostwach Austrii (start wspólny)

2020
- 1. miejsce w mistrzostwach Austrii (jazda indywidualna na czas)
- 3. miejsce w Tour Cycliste Féminin International de l'Ardèche

2021
- 1. miejsce w mistrzostwach Austrii (jazda indywidualna na czas)
- 1. miejsce w letnich igrzyskach olimpijskich (start wspólny)
- 2. miejsce w Chrono des Nations Féminin

2022
- 2. miejsce w mistrzostwach Austrii (jazda indywidualna na czas)
- 2. miejsce w mistrzostwach Austrii (start wspólny)

## Rankingi
| Rok            | 2016 | 2017 | 2018 | 2019 | 2020 | 2021 | 2022 | 2023 | 2024 |
| -------------- | ---- | ---- | ---- | ---- | ---- | ---- | ---- | ---- | ---- |
| Ranking UCI    | 174. | -    | -    | 150. | 88.  | 32.  | 137. | 89.  | 123. |
| UCI World Tour | -    | -    | -    | -    | -    | -    | 177. | 199. | 290. |
|                |      |      |      |      |      |      |      |      |      |
| Źródło: UCI    |      |      |      |      |      |      |      |      |      |